# Pedro Hernán Freeman Caris
Pedro Hernán Freeman Caris (Sector Hijuelas, Rancagua, 11 de agosto de 1888 - Santiago, 29 de julio de 1978). Hijo de don Pedro Freeman y doña Clorinda Caris. Se casó en Los Ángeles, el 29 de octubre de 1922, con Elena Baquedano Cerda, sobrina del general Manuel Baquedano González.
Estudió en el Liceo de La Serena y en la Facultad de Derecho de la Universidad de Chile, jurando como abogado el 8 de enero de 1918. Su tesis de grado versó sobre "Del Concurso de Acreedores".
Se desempeñó como empleados del Servicio de Impuestos Internos de Santiago (1908-1916) y secretario de la Intendencia del Biobío (1918-1927), llegando a ser incluso Intendente suplente (1929).
Ejerció su profesión en Santiago y en la ciudad de Los Ángeles, hasta 1938, año en que se radicó de manera definitiva en la capital.
Nombrado Ministro de Justicia (22 de octubre de 1936-19 de febrero de 1937), en la administración de Arturo Alessandri Palma.
Fue consejero fiscal, gerente y vicepresidente ejecutivo de la Caja de Previsión de Empleados Públicos y Periodistas. Gerente de Radio Corporación; administrador y cronista del diario radical "La Razón".
Militó en el Partido Radical, llegando a ser presidente del Club Radical de Los Ángeles.
Ante la renuncia del Diputado Alejandro Serani Burgos, para asumir el Ministerio de Tierras y Colonización, el Tribunal Calificador dio por electo a Freeman como Diputado por la agrupación departamental de Laja, Mulchén y Angol, para el período 1933-1937, incorporándose a la Cámara de Diputados el 25 de junio de 1934, tras vencer a Lisandro Fuentealba Troncoso (PDa), por una diferencia de 34 votos en la elección complementaria que tuvo como universo de 11.234 votantes.
En las elecciones de 1937 se presentó como abanderado radical por la misma agrupación departamental donde había sido suplente de Alejandro Serani Burgos. En una primera instancia se dio por ganador al socialista Asdrúbal Pezoa Estrada. Sin embargo, ante el reclamo del candidato Freeman y su partido político, el Tribunal Calificador decidió realizar la elección en las dos meses que no se lograron constituir el día de los comicios nacionales.
A pesar del apoyo que recibió Pezoa, con la presencia de figuras nacionales de la izquierda como el comunista Amador Pairoa el socialista Marmaduque Grove, la comunidad de Quilaco, lugar donde se realizó el comicio en cuestionamiento, dio por vencedor a Pedro Freeman, quien se incorporó a la Cámara de Diputados el 10 de agosto de 1937. En la oportunidad integró la Comisión permanente de Trabajo, Policía Interior y Reglamento.
Director de la Asociación de Canalistas de El Laja; miembro de la Liga de Estudiantes Pobres; del Cuerpo de Bomberos; y del Club Social. 